# Comuna Ibănești, Botoșani
Ibănești este o comună în județul Botoșani, Moldova, România, formată din satele Dumbrăvița și Ibănești (reședința).
Localitatea a primit indicatorul de sat european pentru reabilitarea drumurilor locale, iluminat public, alimentare cu apă potabilă și gaz.
Din punct de vedere fizico-geografic Comuna Ibănești este situată la limita dintre Podișul Sucevei și partea de NV a Câmpiei Moldovei (Depresiunea Jijiei). Pe contactul cu Podișul Sucevei cuprinde pe majoritatea teritoriului ei partea superioară a bazinului Ibănești
Din punct de vedere teritorial-administrativ cuprinde două sate: Ibănești și Dumbrăvița. Comuna este situată în partea de Nord-Vest a județului Botoșani, la o distanță de circa 55 km de centrul administrativ al județului.
Vecinii comunei sunt:
- La Est - comunele Cristinești și George Enescu (Liveni)
- La Sud - municipiul Dorohoi (strada Progresul)
- La Vest - comunele Hilișeu-Horia și Pomârla
- la Nord - satul Poiana, aparținând comunei Cristinești.

## Geografie

### Relief
Relieful comunei Ibănești este destul de variat. Substratul geologic al teritoriului comunei aparține ca vârstă Sarmațianului inferior și este constituit predominant din argile, marne, nisipuri, în interiorul cărora se găsesc orizonturi de gresii, prundișuri și conglomerate. De asemenea, gresii și conglomerate sub formă de lespezi apar în râpele de desprinderi sau sunt înglobate în masa alunecărilor de pe versanții dealurilor.
Zona dealurilor înalte ce aparține Podișului Sucevei se caracterizează prin extinderea unor altitudini absolute care depășesc frecvent 300 m ( atingând 385 m în Dealul Măgura, fost Dealul Mănăstirii) și printr-o fragmentare accentuată a terenului. Cadrul geografic al comunei este favorabil dezvoltării principalelor activități economice pentru așezările omenești din zonă, oferind resurse naturale ca : materiale de construcție, cum ar fi : piatra și lemnul, cât și surse acvifere, care pot fi valorificate local.
Relieful de coline și pădure cu platouri bune pentru agricultură, având soluri cernoziomice fertile, cu posibilități de dezvoltare a pisciculturii prin construcția de iazuri și baraje.

### Clima
Comuna Ibănești este supusă influențelor climatice continentale ale Europei de Est, fiind caracterizată prin valori ale temperaturii aerului și precipitațiilor specifice climatului continental excesiv. Media anuală a temperaturii este de 8,6 grade, iar precipitațiile atmosferice au o medie de 508,3 mm.
Clima este temperat continentală, influențată puternic de masele de aer din estul continentului, fapt ce determină ce temperatură medie anuală să fie mai redusă decât restul țării ( 8-9 grade C) cu precipitații variabile, cu ierni sărace în zăpadă, cu veri care au un regim scăzut de umezeală, cu vânturi predominante din Nord-Vest și Sud-Vest.

### Hidrografie
Rețeaua Hidrografică de pe teritoriul comunei Ibănești este deficitară, din cauza climei continentale și terenurilor impermeabile care reduc cu circa 2% posibilitățile de infiltrare a apelor meteorice și la circa 17% a menținerii în râuri și lacuri.
Principalele pâraie au lungimi între 4 si 7 km.
Râul Ibăneasa, singurul râu important din satul Ibănești, care izvorăște din Dealul Ibănești (după Pleșa), fiind singurul afluent important al Jijiei pe stânga (42 km lungime) are un curs permanent, datorită alimentării continue din apele subterane. În ceea ce privește încadrarea administrativă, bazinul râului Ibăneasa se găsește în partea central-nordică a județului Botoșani.

## Stema

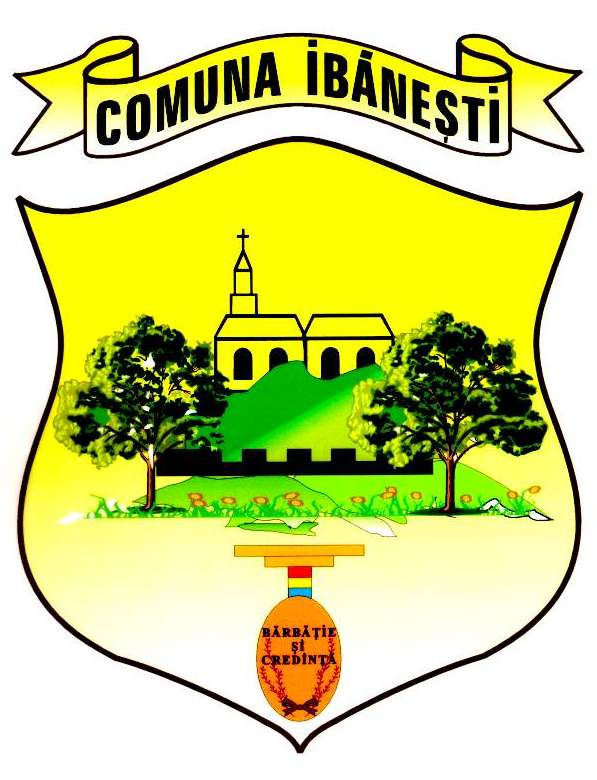
Vechea Stemă

Stema comunei a fost aprobată prin Hotărârea de Guvern 972 din 19 octombrie 2012 și se compune dintr-un scut triunghiular roșu cu marginile rotunjite. În partea superioară se află două frunze de stejar argintii, dispuse stânga-dreapta. În centrul scutului se află o spadă frântă, de argint, cu garda în dreapta. În vârful scutului se află o stâncă de argint, pe care este suprapusă o frunză de stejar verde. Scutul este timbrat de o coroană murală de argint cu un turn crenelat.
Semnificațiile elementelor însumate:
- Frunzele de stejar semnifică bogăția silvică a zonei.
- Spada frântă și stânca fac referire la existența rămășițelor unei cetățui întărite cu val și șanț, care a făcut parte din sistemul de fortificații ce apărau primul cnezat moldovenesc, întemeiat în secolul al XIV-lea.
- Coroana murală cu un turn crenelat semnifică faptul că localitatea are rangul de comună.[4]

## Demografie
Componența etnică a comunei Ibănești
     Români (96,09%)
     Alte etnii (0,05%)
     Necunoscută (3,85%)
Componența confesională a comunei Ibănești
     Ortodocși (82,19%)
     Penticostali (9,23%)
     Adventiști (1,53%)
     Creștini după evanghelie (1,09%)
     Alte religii (1,97%)
     Necunoscută (3,99%)
Conform recensământului efectuat în 2021, populația comunei Ibănești se ridică la 3.660 de locuitori, în scădere față de recensământul anterior din 2011, când fuseseră înregistrați 3.901 locuitori. Majoritatea locuitorilor sunt români (96,09%), iar pentru 3,85% nu se cunoaște apartenența etnică. Din punct de vedere confesional, majoritatea locuitorilor sunt ortodocși (82,19%), cu minorități de penticostali (9,23%), adventiști (1,53%) și creștini după evanghelie (1,09%), iar pentru 3,99% nu se cunoaște apartenența confesională.

## Politică și administrație
Comuna Ibănești este administrată de un primar și un consiliu local compus din 13 consilieri. Primarul, Romică Magopeț[*], de la Partidul Național Liberal, este în funcție din 2004. Începând cu alegerile locale din 2024, consiliul local are următoarea componență pe partide politice:
|  | Partid                    | Consilieri | Componența Consiliului | Componența Consiliului | Componența Consiliului | Componența Consiliului | Componența Consiliului | Componența Consiliului | Componența Consiliului | Componența Consiliului | Componența Consiliului |
|  | ------------------------- | ---------- | ---------------------- | ---------------------- | ---------------------- | ---------------------- | ---------------------- | ---------------------- | ---------------------- | ---------------------- | ---------------------- |
|  | Partidul Național Liberal | 9          |                        |                        |                        |                        |                        |                        |                        |                        |                        |
|  | Partidul Social Democrat  | 4          |                        |                        |                        |                        |                        |                        |                        |                        |                        |

## Personalități născute aici
- Dionisie Vitcu (n. 1937), actor
- Dumitru Vitcu (n. 1940), istoric, profesor universitar.